# Fabian von Schlabrendorff
Fabian von Schlabrendorff (Halle, 1 de julio de 1907-Wiesbaden, 3 de septiembre de 1980) fue un abogado y militar de carrera alemán que participó en la Resistencia alemana y en el complot del 20 de julio de 1944 para acabar con Adolf Hitler.

## Trayectoria
Estudió leyes, para luego ingresar en el ejército alemán. Durante la Segunda Guerra Mundial, y con el grado de teniente, se convirtió en ayudante de su primo el entonces Coronel Henning von Tresckow, implicándose con él en las actividades de resistencia antinazi dentro de la Wehrmacht.
El 13 de marzo de 1943, von Schlabrendorff colocó una bomba en el avión que debía trasladar a Adolf Hitler de regreso al cuartel general Wolfsschanze entonces en Alemania (hoy en Polonia) desde una visita a los cuarteles generales del Ejército del Este en Smolensko. La bomba no llegó a detonar, debido a las bajas temperaturas en el compartimiento de carga del avión tipo Cóndor de Hitler. 
Fabian había conectado con las fuerzas de la resistencia a otro primo, el general Rudolf Christoph Freiherr von Gersdorff que se ofreció a inmolarse en el fallido atentado del 21 de marzo de 1943 en la Zeughaus de Berlín y posteriormente en el complot del 20 de julio (Operación Valquiria).
Posteriormente, von Schlabrendorff fue arrestado como consecuencia del fallido intento de eliminar a Hitler, el 20 de julio de 1944 por parte del Coronel Conde von Stauffenberg. 
Detenido en los cuarteles generales de la Gestapo en Berlín, von Schlabrendorff fue sometido a tortura, sin delatar a ninguno de sus cómplices.
Durante su juicio ante un Tribunal especial constituido por Hitler después del atentado del 20 de julio de 1944 y llamado "Tribunal del Pueblo" (Volksgerichtshof), von Schlabrendorff se mantuvo desafiante ante el implacable juez Roland Freisler (que condenó a Hans Scholl y Sophie Scholl, al reverendo Dietrich Bonhoeffer, Hans von Dohnanyi y Rüdiger Schleicher entre otros), lo que sin duda habría llevado a su ejecución. 
El 3 de febrero de 1945 Freisler le señaló que "le mandaría directo al infierno", a lo que von Schlabrendorff le respondió que "con gusto le permito ir delante". 
Antes que terminara la audiencia, se desató sobre la ciudad un bombardeo aéreo de los aliados tan repentino que impidió evacuar la sala. Tras el bombardeo, Freisler fue encontrado muerto debajo de una columna con el expediente de Schlabrendorff en su mano. 
Posteriormente, el nuevo juez Harry Haffner le absolvió por falta de pruebas. Sin embargo, fue internado en sucesivos campos de concentración en Sachsenhausen, Flossenbürg, Dachau, Innsbruck, hasta ser liberado por los estadounidenses el 5 de mayo de 1945.
Tras la guerra, von Schlabrendorff prosiguió su carrera de leyes, convirtiéndose en juez del Tribunal Supremo Constitucional Alemán o "Bundesverfassungsgericht" de la República Federal de Alemania entre 1967 y 1975. 
También tuvo un papel importante en la Orden de San Juan del Bailiazgo de Brandeburgo, de la cual era caballero de honor (1950) y después de justicia (1957); actuó cómo Capitán (asesor legal al jefe) de la Orden, de 1957 a 1964.
Se casó con Luitgarde von Bismarck (nieta de la luchadora de la resistencia Ruth von Kleist-Retzow, miembro de la Iglesia Confesante y abuela de Maria von Wedemeyer, prometida de Dietrich Bonhoeffer) con quien tuvo a Herzeleide von Schlabrendorff (Berlín, 1940), Dieprand Ludwig Carl Hans-Otto von Schlabrendorff (Stettin, 1941), Jürgen-Lewin Hans von Schlabrendorff (Lasbeck, 1943), Fabian Gotthard Herbert von Schlabrendorff (Berlín, 1944), Maria von Schlabrendorff (Buch am Forst, 1948), y Carl Joachim Henning von Schlabrendorff (Wiesbaden, 1950). Falleció el 3 de setiembre de 1980.